# Dögmező
Dögmező (románul Dumbrăvița) település Romániában, Beszterce-Naszód megyében.

## Fekvése
Bethlentől északra, a Czibles-patak mellett, Jávorvölgy, Középfalva, Ispánmező és Kiskaján közt fekvő település.

## Nevének eredete
A település nevét a holtnak vagy dögnek nevezett lefolyás nélküli vize után kaphatta, amelyet román D'ug neve is valószínűsít.

## Története
Nevét az oklevelek 1456-ban említi először oklevél Dengmezew néven.
1485-ben Deugmezew, 1576-ban Degmezeő, 1608-ban Deghmezeo, 1608-ban Dögmező és 1611-ben is Degmezeő néven írták.
A település kezdetektől fogva a Harinnay Farkas család birtoka volt és Szészárma tartozéka.
1456-ban V. László király a birtokot hűtlenség miatt elkobozta Harinnay Farkas Jánostól és azt Farkas Tamás fiainak Jánosnak és Miklósnak adta.
1560-ban a Farkas családból való Farkas Farkas birtokának írták.
1596-ban Tahy István birtoka volt, aki azt nejére Kendy Zsuzsannára hagyta.
1607-ben Kendy István birtoka volt, 1618-tól a Haller család, Haller Zsigmond volt birtokosa. A Haller család tagjaié volt 1650-ig.
1663-ban I. Apafi Mihály az ekkor Béldy Pálnál zálogjogon levő birtokot Bethlen Farkasnak, Gergelynek és Eleknek adományozta. A Bethlen családé volt még 1898-ban is.
1891-ben 911 lakosa volt, ebből 6 római katolikus, 864 görögkeleti ortodox román és 41 izraelita volt.
1910-ben 941 lakosa volt, ebből 4 magyar, 24 német, 890 román, melyből 104 görögkatolikus, 810 görögkatolikus ortodox, 26 izraelita volt.
A trianoni békeszerződés előtt Szolnok-Doboka vármegye Bethleni járásának része volt.

## Nevezetességek
- Görögkeleti temploma az 1800-as évek végén épült. Egyike volt a környék legdíszesebb templomainak.